# 貝爾穆德斯港區
貝爾穆德斯港區（西班牙語：Distrito de Puerto Bermúdez），是秘魯的一個區，位於該國中部帕斯科大區的奧克薩潘帕省，始建於1958年6月17日，面積10,988.1平方公里，海拔高度250米，2005年人口20,474，人口密度每平方公里1.9人。